# Abadía de Boyle

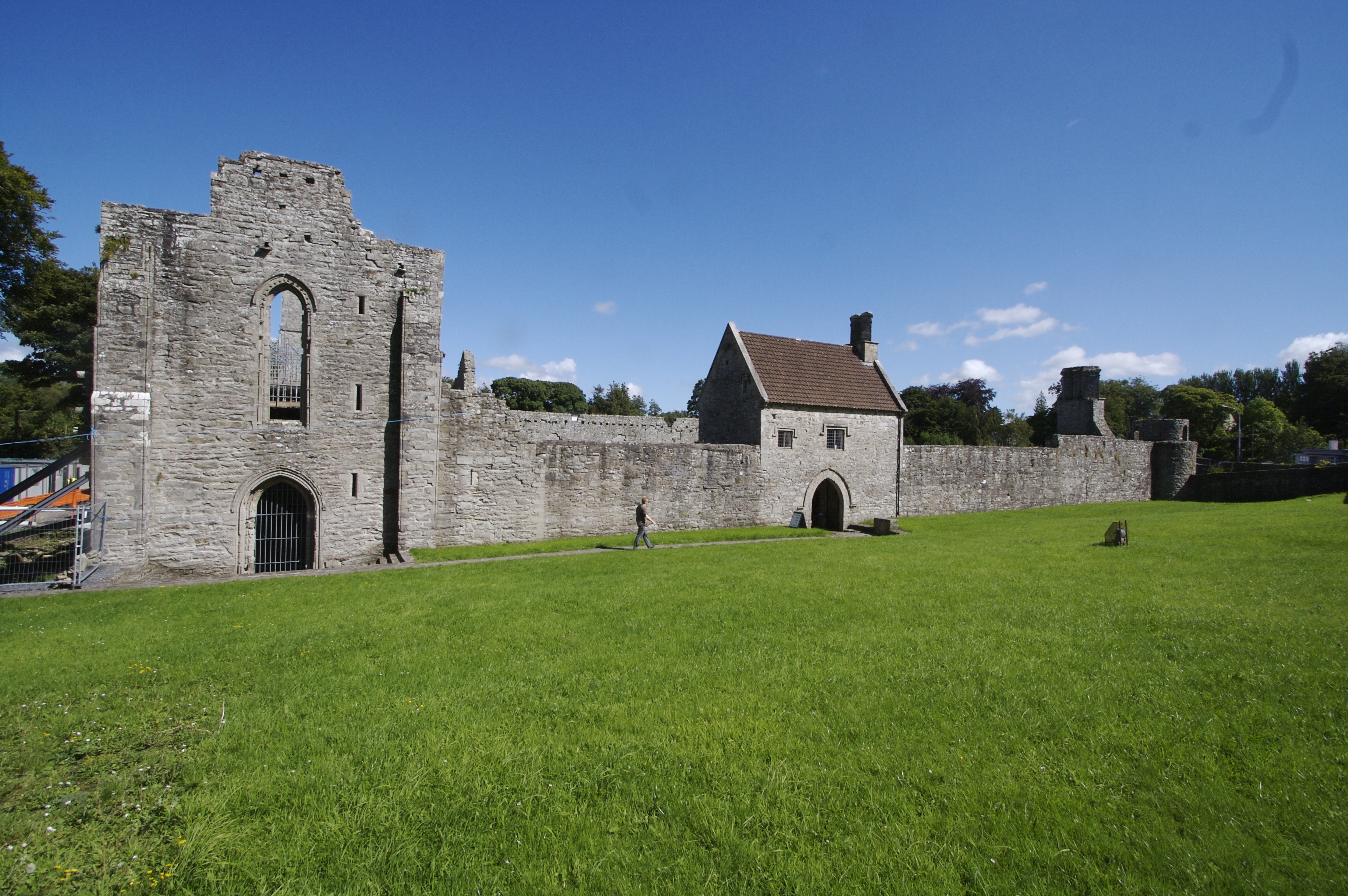
Imagen general de la abadía.

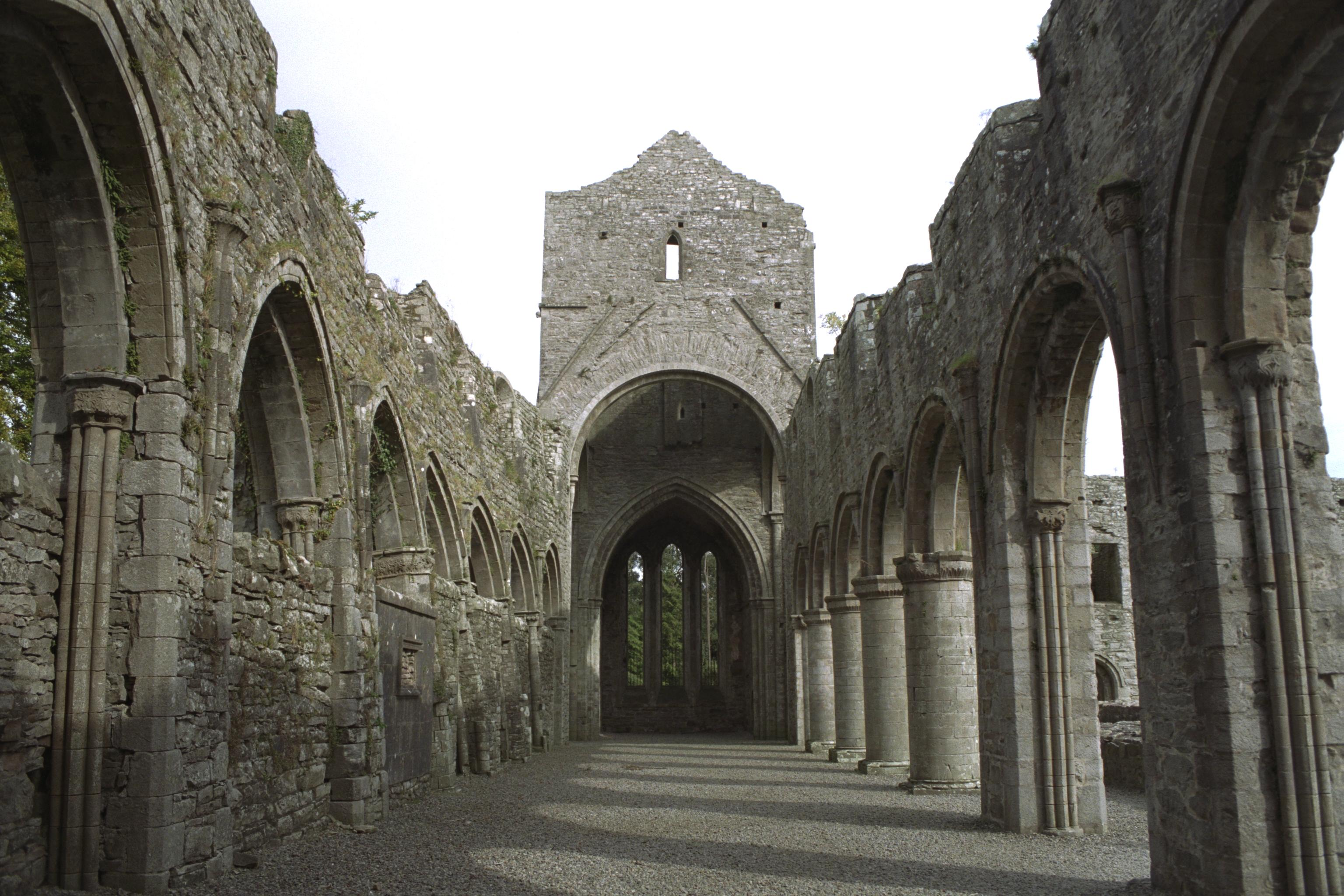
Nave de la iglesia.

La Abadía de Boyle (en inglés Boyle Abbey, en irlandés Mainistir na Búille) es una abadía cisterciense situada en Boyle, en el condado de Roscommon en Irlanda.
La abadía fue fundada en 1161 por unos monjes provenientes de la abadía de Mellifont. El monasterio resistió las invasiones anglonormandas e irlandesas así como la supresión de los monasterios en Irlanda en 1539.
Entre las estructuras que se han conservado cabe destacar la nave de la iglesia con sus arcos y capiteles, restos de la cocina o el claustro.
Está declarado monumento nacional.
- Datos: Q896003
- Multimedia: Boyle Abbey / Q896003